# الأشرفية (إربد)
الأشرفية، وتقع في لواء الكورة التابعة لمحافظة إربد، إن هذه المنطقة لها تاريخ عريق حيث أنه يقال أن الجب الذي وضع فيه يوسف يقع في وسط القرية القديمة خان زينة وقد أطلق عليها هذا الاسم قديما لكثرة ما كان بها من خانات لبيع العطور والذهب والحلي والزينة، وغربها تقع القرية التي يعتقد أن يعقوب والد يوسف قد سكنها وتدعى دير قيقوب. يبلغ عدد سكانها16,000 نسمة.ويوجد بها المسجد العمري بني في عهد أمير المومنين عمر بن الخطاب.
و يعتبر نادي الاشرفيه الرياضي احد ابرز الاندية في الشمال الاردني حيث يلعب في مصافي الدوري الاردني الممتاز لكرة السلة.

## حدود البلدة
تحد الأشرفية أراضي زوبيا وتبنة شرقا، حتى الأغوار وطبقة فحل وسيل الحمة غربا، كفرالماء شمالا، كفر راكب وأراضي الحاوي وأحراش السنديان جنوبا.